# John Tovey
John Cronyn Tovey (ur. 7 marca 1885 w Londynie, zm. 12 stycznia 1971 w Portsmouth) – admirał floty Royal Navy.

## Życiorys
Wstąpił do Royal Navy w wieku 14 lat. Na początku I wojny światowej służył na krążowniku „Amphion”, a później dowodził niszczycielem „Onslow” podczas bitwy jutlandzkiej, po której otrzymał Distinguished Service Order.
W okresie międzywojennym piastował różne mniej istotne funkcje do czasu, gdy w 1932 został mianowany dowódcą okrętu liniowego „Rodney”, a krótko po tym został awansowany najpierw do rangi komandora, a następnie kontradmirała. Po wypowiedzeniu przez Włochy wojny w 1940 został wiceadmirałem. W listopadzie 1940 został mianowany dowódcą Home Fleet jako pełniący obowiązki rangi admirała, co czynił z tymi uprawnieniami do 1942. W tym czasie doszło do kilku starć z Dudley`em Poundem i Winstonem Churchillem.
Jego największym osiągnięciem tamtego okresu było zatopienie pancernika „Bismarck”.
Od czerwca 1943 Tovey był odpowiedzialny za kontrolę konwojów na wschodnim wybrzeżu i organizację operacji rozminowywania. Kilka miesięcy później został mianowany admirałem floty
John C. Tovey przeszedł z czynnej służby na emeryturę w 1946, a pomimo to pozostał na liście jako aktywny admirał floty do końca życia. Również w 1946 został mu przyznany tytuł szlachecki.